# Marta Knoch
Marta Knoch (Opole, 6 oktober 1992), geboortenaam Wójcik, is een Pools-Hongaars shorttracker. 
In 2013 behaalde ze als onderdeel van de Poolse selectie de bronzen medaille op het EK Shorttrack. 
Na een breuk met haar Poolse coach, ging ze in Hongarije trainen. 
In 2018 nam ze, na een zwangerschapsbreak, de Hongaarse nationaliteit aan, dezelfde als die van haar man Viktor Knoch. 

## Records

### Persoonlijke records[3]
| Afstand    | Tijd     | Datum      | Baan           |
| ---------- | -------- | ---------- | -------------- |
| 500 meter  | 44.925   | 11-11 2018 | Salt Lake City |
| 1000 meter | 1:34.086 | 2-11 2018  | Calgary        |
| 1500 meter | 2:45.752 | 7-12 2018  | Almaty         |